# (14825) Fieber-Beyer
(14825) Fieber-Beyer est un astéroïde de la ceinture principale.

## Description
(14825) Fieber-Beyer est un astéroïde de la ceinture principale. Il fut découvert le 14 septembre 1985 à la station Anderson Mesa par Edward L. G. Bowell. Il présente une orbite caractérisée par un demi-grand axe de 2,52 UA, une excentricité de 0,30 et une inclinaison de 6,4° par rapport à l'écliptique.

## Compléments